# Pilotes de choix
Pour plus de détails, voir Fiche technique et Distribution.
Pilotes de choix (The Tuskegee Airmen) est un téléfilm américain  réalisé par Robert Markowitz et diffusé en 1995.

## Synopsis
En 1943, Hannibal Lee Jr (Laurence Fishburne) se rend à la base de Tuskegee en Alabama et se retrouve dans un escadron composé exclusivement de pilotes noirs. Très vite, les aspirants pilotes subissent le racisme de leur supérieurs en même temps qu'un entraînement extrêmement dangereux. Les tragédies se multiplient cependant au cours de leur formation.
Après leur formation, les pilotes rejoignent le 332nd qui est déployé à Ramitelli, en Italie, pour escorter les bombardiers lourds Boeing B-17 Flying Fortress, qui subissent de lourdes pertes. Au cours de ce déploiement, Lee et Billy Roberts (Cuba Gooding Jr.) coulent un destroyer. Ils sauvent également un B-17 en difficulté qui est attaqué par deux chasseurs allemands alors qu'ils reviennent d'un raid de bombardement, abattant les deux Bf 109 ennemis. Lorsque le pilote et le copilote du bombardier se rendent à Ramitelli pour les remercier, le pilote du B-17 refuse de croire que des pilotes noirs les ont sauvés. Lors d'une mission d'escorte ultérieure, Roberts est abattu. Plus tard, Lee reçoit la Distinguished Flying Cross pour avoir coulé le destroyer et promu capitaine. Ayant alors gagné le respect et l'admiration des pilotes de bombardiers blancs, les aviateurs de Tuskegee sont spécifiquement demandés pour escorte pour un raid sur Berlin - une demande avancée dans un briefing de mission par le même pilote. qui a initialement refusé de croire que le 332e avait aidé son avion.

## Fiche technique
- Titre original : The Tuskegee Airmen
- Réalisation : Robert Markowitz
- Scénario : Ron Hutchinson, Paris Qualles et Trey Ellis
- Photographie : Ronald Orieux
- Musique : Lee Holdridge
- Pays : États-Unis
- Durée : 101 min

## Distribution
- Laurence Fishburne (V. F. : Emmanuel Jacomy) : Hannibal Lee
- Allen Payne (VF: Bruno Dubernat) : Walter Peoples
- Malcolm-Jamal Warner (V.F: Jean- Jacques Nervest) : Leroy Cappy
- Cuba Gooding Jr. (V. F. : Cédric Dumond) : Billy Roberts
- Mekhi Phifer (V.F. : Serge Faliu) : Lewis Johns
- Courtney B. Vance (V. F. : Pascal Renwick) : Lieutenant Glenn
- Andre Braugher (V. F. : Richard Darbois) : Benjamin O. Davis
- Christopher McDonald (V. F. : Guy Chapellier) : Major Joy
- Daniel Hugh Kelly (VF : Yves-Marie Maurin) : Colonel Rogers
- John Lithgow (VF : Jean-Pierre Moulin) : Sénateur Conyers
- Vivica A. Fox : Charlene
- Rosemary Murphy (VF : Nicole Vervil) : Eleanor Roosevelt
- Graham Jarvis (VF : Jacques Chevalier) : un sénateur